# 直列9気筒
直列9気筒（ちょくれつ9きとう）とはシリンダー（気筒）が9つ直列に並んでいるレシプロエンジン等のシリンダー配列をいう。略して「直9」とも記載することもある。
直列9気筒エンジンは殆どが船舶用のディーゼルエンジンであり、ロールス・ロイス社のRolls-Royce_Marine_Diesel_Enginesや、SEMT Pielstick社やバルチラ社の船舶用エンジンにこの形式のものが存在する。
各社のモデルは以下の通りである。
- ロールス・ロイス
  - Rolls-Royce Bergen B, C and K series
- バルチラ
  - RT-flex60C-B
  - RT-flex82C
  - RTA84T-D
  - RTA84C
  - RTA96C
  - Wasa32LN